# Panelefsiniakos FC
El Panelefsiniakos FC (en griego: Πανελευσινιακός Α.Ο.) es un equipo de fútbol de Grecia que juega en la Gamma Ethniki, la tercera categoría de fútbol en el país.

## Historia
Fue fundado en el año 1931 en la ciudad de Elefsina y han participado en la Alpha Ethniki (actual Super Liga de Grecia) en 3 temporadas, aunque no consecutivas, así como más de 25 temporadas en la Beta Ethniki.
El club ha pasado la mayor parte de su historia como un equipo aficionado, jugando en las ligas regionales de Attica Occidental, estando a la sombra de su sección de baloncesto, el Panelefsiniakos BC.

## Palmarés
- Football League (2): 1961, 1967
- Gamma Ethniki (1): 2015
- Campeonato de West Attica (3): 2004, 2009, 2012
- Primera División de Pireo (1): 1961
- Segunda División de Pireo (1): 1947
- Tercera División de Pireo (1): 1946

## Jugadores

### Jugadores destacados
| - Ioannis Kalitzakis - Thomas Kyparissis - Kostas Fragolias - Giorgos Barkoglou - Alekos Rantos | - Manolis Psomas - Alexandros Kaklamanos - Georgios Zacharopoulos - Nikolaos Platanos - Charalambos Economopoulos | - Lefteris Kouvidis - Oleh Protasov - Koffi Amponsah - Ivan Rusev - Wellington |